# Rakesh Sharma
Rakesh Sharma (Patiala, 13 januari 1949) is een Indiaas voormalig ruimtevaarder. In 1984 werd hij de eerste Indiër in de ruimte. 
Sharma’s eerste ruimtevlucht was Sojoez T-11 met een Sojoez draagraket en vond plaats op 3 april 1984. Tijdens de missie werd er een koppeling uitgevoerd met ruimtestation Saljoet 7. Tijdens het verblijf onderzocht de bemanning versmelting van silicium, verrichtte waarnemingen van de Aarde met de nadruk op India, deed testen aangaande remote sensing en deed biomedisch onderzoek. Na zijn missie ging hij als astronaut met pensioen. 